# Lista över insjöar i Sverige med namn som slutar med -gylet
gylet  ingår i namnet på följande insjöar i Sverige som har Wikipedia-artikel:
- Abborragylet (Vånga socken, Skåne), sjö i Kristianstads kommun och Skåne 56°16′05″N 14°24′06″Ö / 56.26802°N 14.40156°Ö
- Abborragylet (Örkeneds socken, Skåne), sjö i Osby kommun och Skåne 56°24′43″N 14°24′42″Ö / 56.41202°N 14.41165°Ö
- Bögegylet, sjö i Osby kommun och Skåne 56°27′32″N 14°27′52″Ö / 56.45877°N 14.46444°Ö
- Enegylet, sjö i Bromölla kommun och Skåne 56°09′58″N 14°33′26″Ö / 56.16604°N 14.55725°Ö
- Fjäragylet, sjö i Östra Göinge kommun och Skåne 56°14′26″N 14°14′24″Ö / 56.24066°N 14.24013°Ö
- Fröstnagylet, sjö i Osby kommun och Skåne 56°22′46″N 14°21′04″Ö / 56.37953°N 14.35116°Ö
- Fulagylet, sjö i Osby kommun och Skåne 56°26′17″N 14°27′46″Ö / 56.43800°N 14.46274°Ö
- Gräingagylet, sjö i Osby kommun och Skåne 56°24′20″N 14°22′47″Ö / 56.40555°N 14.37965°Ö
- Gylet (Osby socken, Skåne, 625176-138423), sjö i Osby kommun och Skåne 56°22′46″N 13°55′52″Ö / 56.37946°N 13.93122°Ö
- Gylet (Osby socken, Skåne, 625306-139243), sjö i Osby kommun och Skåne 56°23′35″N 14°03′48″Ö / 56.39307°N 14.06335°Ö
- Gylet (Visseltofta socken, Skåne), sjö i Osby kommun och Skåne 56°26′45″N 13°55′16″Ö / 56.44596°N 13.92113°Ö
- Holmagylet, sjö i Östra Göinge kommun och Skåne 56°15′33″N 14°14′30″Ö / 56.25919°N 14.24180°Ö
- Kogylet, sjö i Osby kommun och Skåne 56°22′09″N 14°19′13″Ö / 56.36928°N 14.32015°Ö
- Källsagylet, sjö i Osby kommun och Skåne 56°29′00″N 14°16′03″Ö / 56.48334°N 14.26749°Ö
- Lilla Gylet, sjö i Osby kommun och Skåne 56°20′30″N 14°19′14″Ö / 56.34153°N 14.32059°Ö
- Norra Flöjgylet, sjö i Osby kommun och Skåne 56°20′37″N 14°21′58″Ö / 56.34369°N 14.36611°Ö
- Norra Tygagylet, sjö i Osby kommun och Skåne 56°25′31″N 14°27′04″Ö / 56.42521°N 14.45104°Ö
- Ringhultsgylet, sjö i Klippans kommun och Skåne 56°04′57″N 13°29′50″Ö / 56.08259°N 13.49727°Ö
- Santagylet, sjö i Osby kommun och Skåne 56°22′21″N 14°24′22″Ö / 56.37262°N 14.40613°Ö
- Skallagylet, sjö i Osby kommun och Skåne 56°20′42″N 14°19′13″Ö / 56.34512°N 14.32028°Ö
- Skoggylet, sjö i Osby kommun och Skåne 56°26′09″N 14°25′00″Ö / 56.43579°N 14.41678°Ö
- Skränagylet, sjö i Kristianstads kommun och Skåne 56°16′17″N 14°24′10″Ö / 56.27127°N 14.40273°Ö
- Smedegylet, sjö i Osby kommun och Skåne 56°21′13″N 14°23′29″Ö / 56.35359°N 14.39130°Ö
- Snabagylet, sjö i Hässleholms kommun och Skåne 56°17′14″N 13°44′26″Ö / 56.28723°N 13.74063°Ö
- Snärjagylet, sjö i Osby kommun och Skåne 56°21′02″N 14°19′23″Ö / 56.35046°N 14.32299°Ö
- Sogylet, sjö i Osby kommun och Skåne 56°24′19″N 14°21′55″Ö / 56.40529°N 14.36524°Ö
- Stora Gylet, sjö i Osby kommun och Skåne 56°20′28″N 14°19′03″Ö / 56.34114°N 14.31737°Ö
- Svarta Gylet, sjö i Kristianstads kommun och Skåne 56°15′06″N 14°24′30″Ö / 56.25166°N 14.40829°Ö
- Södra Flöjgylet, sjö i Osby kommun och Skåne 56°20′28″N 14°21′42″Ö / 56.34103°N 14.36168°Ö
- Södra Myrgylet, sjö i Kristianstads kommun och Skåne 56°15′26″N 14°24′10″Ö / 56.25716°N 14.40276°Ö
- Södra Tygagylet, sjö i Osby kommun och Skåne 56°25′09″N 14°27′02″Ö / 56.41928°N 14.45060°Ö
- Togylet (Örkeneds socken, Skåne, 625274-141329), sjö i Osby kommun och Skåne 56°23′40″N 14°24′04″Ö / 56.39448°N 14.40112°Ö
- Togylet (Örkeneds socken, Skåne, 625519-141394), sjö i Osby kommun och Skåne 56°25′00″N 14°24′39″Ö / 56.41659°N 14.41083°Ö
- Tranegylet, sjö i Osby kommun och Skåne 56°25′33″N 14°28′36″Ö / 56.42585°N 14.47662°Ö
- Tyskagylet, sjö i Osby kommun och Skåne 56°25′22″N 14°16′11″Ö / 56.42274°N 14.26961°Ö
- Vångagylet (Stoby socken, Skåne), sjö i Hässleholms kommun och Skåne 56°14′42″N 13°52′35″Ö / 56.24487°N 13.87650°Ö
- Vångagylet (Örkeneds socken, Skåne), sjö i Osby kommun och Skåne 56°21′40″N 14°22′59″Ö / 56.36113°N 14.38309°Ö
- Äntragylet, sjö i Osby kommun och Skåne 56°20′14″N 14°23′09″Ö / 56.33727°N 14.38576°Ö
- Östra Krokagylet, sjö i Osby kommun och Skåne 56°24′39″N 14°25′41″Ö / 56.41095°N 14.42805°Ö
- Abborragylet (Jämshögs socken, Blekinge), sjö i Olofströms kommun och Blekinge 56°19′27″N 14°25′08″Ö / 56.32417°N 14.41890°Ö
- Abborragylet (Kyrkhults socken, Blekinge, 624188-143162), sjö i Olofströms kommun och Blekinge 56°17′57″N 14°42′09″Ö / 56.29909°N 14.70250°Ö
- Abborragylet (Kyrkhults socken, Blekinge, 624566-141595), sjö i Olofströms kommun och Blekinge 56°19′53″N 14°26′47″Ö / 56.33139°N 14.44644°Ö
- Abborragylet (Kyrkhults socken, Blekinge, 624663-142649), sjö i Olofströms kommun och Blekinge 56°20′31″N 14°36′59″Ö / 56.34186°N 14.61652°Ö
- Abborragylet (Ringamåla socken, Blekinge, 624325-144143), sjö i Karlshamns kommun och Blekinge 56°18′49″N 14°51′32″Ö / 56.31359°N 14.85883°Ö
- Abborragylet (Ringamåla socken, Blekinge, 624694-143580), sjö i Karlshamns kommun och Blekinge 56°20′46″N 14°46′01″Ö / 56.34599°N 14.76697°Ö
- Agnegylet, sjö i Karlshamns kommun och Blekinge 56°15′51″N 14°52′16″Ö / 56.26410°N 14.87118°Ö
- Agngylet (Kyrkhults socken, Blekinge, 624645-143072), sjö i Olofströms kommun och Blekinge 56°20′27″N 14°41′06″Ö / 56.34088°N 14.68496°Ö
- Agngylet (Kyrkhults socken, Blekinge, 625700-142078), sjö i Olofströms kommun och Blekinge 56°26′03″N 14°31′16″Ö / 56.43404°N 14.52108°Ö
- Amgylet, sjö i Olofströms kommun och Blekinge 56°20′01″N 14°29′10″Ö / 56.33353°N 14.48598°Ö
- Askegylet, sjö i Karlshamns kommun och Blekinge 56°16′06″N 14°44′55″Ö / 56.26842°N 14.74874°Ö
- Aspegylet, sjö i Olofströms kommun och Blekinge 56°18′57″N 14°27′07″Ö / 56.31583°N 14.45201°Ö
- Björnagylet, sjö i Olofströms kommun och Blekinge 56°18′06″N 14°25′21″Ö / 56.30176°N 14.42245°Ö
- Björngylet, sjö i Karlshamns kommun och Blekinge 56°22′46″N 14°45′05″Ö / 56.37945°N 14.75133°Ö
- Blåsegylet, sjö i Olofströms kommun och Blekinge 56°15′29″N 14°30′50″Ö / 56.25793°N 14.51392°Ö
- Bonagylet, sjö i Olofströms kommun och Blekinge 56°21′30″N 14°28′04″Ö / 56.35839°N 14.46781°Ö
- Braxnagylet, sjö i Olofströms kommun och Blekinge 56°18′50″N 14°26′32″Ö / 56.31383°N 14.44222°Ö
- Brogylet, sjö i Karlshamns kommun och Blekinge 56°15′39″N 14°50′36″Ö / 56.26093°N 14.84335°Ö
- Bruksgylet, sjö i Karlshamns kommun och Blekinge 56°13′57″N 14°51′48″Ö / 56.23252°N 14.86325°Ö
- Brötagylet, sjö i Karlshamns kommun och Blekinge 56°15′26″N 14°45′32″Ö / 56.25719°N 14.75889°Ö
- Buskagylet, sjö i Olofströms kommun och Blekinge 56°19′36″N 14°24′55″Ö / 56.32656°N 14.41525°Ö
- Dröspegylet, sjö i Olofströms kommun och Blekinge 56°17′56″N 14°28′20″Ö / 56.29889°N 14.47231°Ö
- Duktigsgylet, sjö i Olofströms kommun och Blekinge 56°23′40″N 14°31′29″Ö / 56.39447°N 14.52468°Ö
- Dunhammaregylet, sjö i Karlshamns kommun och Blekinge 56°17′40″N 14°51′56″Ö / 56.29433°N 14.86560°Ö
- Dämmesgylet, sjö i Olofströms kommun och Blekinge 56°17′43″N 14°25′29″Ö / 56.29514°N 14.42479°Ö
- Döragylet, sjö i Olofströms kommun och Blekinge 56°17′38″N 14°26′45″Ö / 56.29402°N 14.44583°Ö
- Egylet, sjö i Olofströms kommun och Blekinge 56°15′52″N 14°37′19″Ö / 56.26431°N 14.62200°Ö
- Ekesjögylet, sjö i Olofströms kommun och Blekinge 56°23′37″N 14°29′19″Ö / 56.39364°N 14.48860°Ö
- Engylet, sjö i Olofströms kommun och Blekinge 56°18′14″N 14°42′43″Ö / 56.30402°N 14.71189°Ö
- Fallsjögylet, sjö i Olofströms kommun och Blekinge 56°24′25″N 14°31′45″Ö / 56.40700°N 14.52928°Ö
- Fjärhanagylet, sjö i Karlshamns kommun och Blekinge 56°20′02″N 14°50′30″Ö / 56.33393°N 14.84167°Ö
- Gategylet (Jämshögs socken, Blekinge, 624142-142744), sjö i Olofströms kommun och Blekinge 56°17′43″N 14°38′00″Ö / 56.29522°N 14.63332°Ö
- Gategylet (Jämshögs socken, Blekinge, 624268-141433), sjö i Olofströms kommun och Blekinge 56°18′22″N 14°25′17″Ö / 56.30615°N 14.42133°Ö
- Gategylet (Jämshögs socken, Blekinge, 624300-141681), sjö i Olofströms kommun och Blekinge 56°18′28″N 14°27′40″Ö / 56.30766°N 14.46118°Ö
- Gategylet (Ringamåla socken, Blekinge), sjö i Karlshamns kommun och Blekinge 56°18′30″N 14°46′37″Ö / 56.30826°N 14.77688°Ö
- Gredegylet, sjö i Karlshamns kommun och Blekinge 56°14′37″N 14°55′08″Ö / 56.24353°N 14.91895°Ö
- Grävingagylet (Ringamåla socken, Blekinge, 624607-144505), sjö i Karlshamns kommun och Blekinge 56°20′22″N 14°55′00″Ö / 56.33934°N 14.91672°Ö
- Grävingagylet (Ringamåla socken, Blekinge, 624609-144125), sjö i Karlshamns kommun och Blekinge 56°20′21″N 14°51′19″Ö / 56.33907°N 14.85528°Ö
- Gummaregylet, sjö i Olofströms kommun och Blekinge 56°20′07″N 14°41′12″Ö / 56.33523°N 14.68658°Ö
- Gungagylet, sjö i Karlshamns kommun och Blekinge 56°16′46″N 14°58′09″Ö / 56.27954°N 14.96913°Ö
- Gäddegylet (Hällaryds socken, Blekinge), sjö i Karlshamns kommun och Blekinge 56°19′02″N 14°57′01″Ö / 56.31731°N 14.95037°Ö
- Gäddegylet (Kyrkhults socken, Blekinge), sjö i Olofströms kommun och Blekinge 56°19′24″N 14°41′43″Ö / 56.32336°N 14.69517°Ö
- Gäddegylet (Ringamåla socken, Blekinge, 624577-144169), sjö i Karlshamns kommun och Blekinge 56°20′11″N 14°51′45″Ö / 56.33625°N 14.86247°Ö
- Gäddegylet (Ringamåla socken, Blekinge, 624682-144583), sjö i Karlshamns kommun och Blekinge 56°20′46″N 14°55′45″Ö / 56.34617°N 14.92918°Ö
- Gäddegylet (Åryds socken, Blekinge), sjö i Karlshamns kommun och Blekinge 56°18′11″N 14°59′15″Ö / 56.30292°N 14.98752°Ö
- Gåsagylet, sjö i Olofströms kommun och Blekinge 56°19′50″N 14°28′26″Ö / 56.33043°N 14.47380°Ö
- Hallagylet (Hällaryds socken, Blekinge), sjö i Karlshamns kommun och Blekinge 56°16′44″N 14°57′20″Ö / 56.27890°N 14.95542°Ö
- Hallagylet (Jämshögs socken, Blekinge), sjö i Olofströms kommun och Blekinge 56°17′48″N 14°26′09″Ö / 56.29661°N 14.43572°Ö
- Hemgylet (Asarums socken, Blekinge, 623947-143796), sjö i Karlshamns kommun och Blekinge 56°16′45″N 14°48′13″Ö / 56.27920°N 14.80365°Ö
- Hemgylet (Asarums socken, Blekinge, 624140-144054), sjö i Karlshamns kommun och Blekinge 56°17′49″N 14°50′41″Ö / 56.29686°N 14.84486°Ö
- Hemgylet (Ringamåla socken, Blekinge, 624174-143640), sjö i Karlshamns kommun och Blekinge 56°17′58″N 14°46′41″Ö / 56.29938°N 14.77793°Ö
- Hemgylet (Ringamåla socken, Blekinge, 624664-143622), sjö i Karlshamns kommun och Blekinge 56°20′44″N 14°46′32″Ö / 56.34553°N 14.77555°Ö
- Hemgylet (Ringamåla socken, Blekinge, 624945-143641), sjö i Karlshamns kommun och Blekinge 56°22′04″N 14°46′28″Ö / 56.36770°N 14.77447°Ö
- Hjortagylet, sjö i Olofströms kommun och Blekinge 56°24′41″N 14°38′30″Ö / 56.41125°N 14.64158°Ö
- Hjärtagylet, sjö i Olofströms kommun och Blekinge 56°18′42″N 14°33′06″Ö / 56.31175°N 14.55153°Ö
- Hullingagylet, sjö i Olofströms kommun och Blekinge 56°18′39″N 14°33′26″Ö / 56.31073°N 14.55722°Ö
- Hunnagylet, sjö i Karlshamns kommun och Blekinge 56°16′16″N 14°59′15″Ö / 56.27104°N 14.98756°Ö
- Iglagylet (Asarums socken, Blekinge, 623137-144136), sjö i Karlshamns kommun och Blekinge 56°12′25″N 14°51′37″Ö / 56.20690°N 14.86033°Ö
- Iglagylet (Asarums socken, Blekinge, 623722-143802), sjö i Karlshamns kommun och Blekinge 56°15′32″N 14°48′19″Ö / 56.25901°N 14.80515°Ö
- Inregylet, sjö i Olofströms kommun och Blekinge 56°18′39″N 14°39′56″Ö / 56.31079°N 14.66548°Ö
- Jordgylet (Asarums socken, Blekinge), sjö i Karlshamns kommun och Blekinge 56°16′34″N 14°46′33″Ö / 56.27601°N 14.77581°Ö
- Jordgylet (Kyrkhults socken, Blekinge), sjö i Olofströms kommun och Blekinge 56°20′15″N 14°28′50″Ö / 56.33760°N 14.48050°Ö
- Kallagylet, sjö i Karlshamns kommun och Blekinge 56°18′14″N 14°56′15″Ö / 56.30393°N 14.93758°Ö
- Kalvagylet (Kyrkhults socken, Blekinge, 624895-141675), sjö i Olofströms kommun och Blekinge 56°21′40″N 14°27′30″Ö / 56.36107°N 14.45833°Ö
- Kalvagylet (Kyrkhults socken, Blekinge, 625038-141746), sjö i Olofströms kommun och Blekinge 56°22′27″N 14°28′10″Ö / 56.37404°N 14.46936°Ö
- Klaragylet, sjö i Olofströms kommun och Blekinge 56°24′16″N 14°29′27″Ö / 56.40454°N 14.49097°Ö
- Knallagylet, sjö i Karlshamns kommun och Blekinge 56°22′14″N 14°47′48″Ö / 56.37058°N 14.79672°Ö
- Kompagylet, sjö i Olofströms kommun och Blekinge 56°18′02″N 14°38′42″Ö / 56.30045°N 14.64495°Ö
- Krokagylet (Kyrkhults socken, Blekinge, 624608-142190), sjö i Olofströms kommun och Blekinge 56°20′10″N 14°32′33″Ö / 56.33618°N 14.54248°Ö
- Krokagylet (Kyrkhults socken, Blekinge, 624660-141684), sjö i Olofströms kommun och Blekinge 56°20′24″N 14°27′38″Ö / 56.33999°N 14.46053°Ö
- Krokgylet (Kyrkhults socken, Blekinge), sjö i Olofströms kommun och Blekinge 56°24′44″N 14°31′11″Ö / 56.41220°N 14.51971°Ö
- Krokgylet (Ringamåla socken, Blekinge), sjö i Karlshamns kommun och Blekinge 56°20′27″N 14°55′24″Ö / 56.34074°N 14.92332°Ö
- Kroppgylet, sjö i Olofströms kommun och Blekinge 56°24′55″N 14°29′47″Ö / 56.41528°N 14.49627°Ö
- Kräftegylet, sjö i Olofströms kommun och Blekinge 56°23′08″N 14°39′20″Ö / 56.38569°N 14.65563°Ö
- Krösnagylet, sjö i Olofströms kommun och Blekinge 56°18′52″N 14°35′20″Ö / 56.31437°N 14.58877°Ö
- Ladfogdegylet, sjö i Olofströms kommun och Blekinge 56°15′11″N 14°28′56″Ö / 56.25301°N 14.48214°Ö
- Lekaregylet, sjö i Olofströms kommun och Blekinge 56°22′23″N 14°31′56″Ö / 56.37299°N 14.53236°Ö
- Lilla Ballagylet, sjö i Karlshamns kommun och Blekinge 56°19′32″N 14°51′15″Ö / 56.32550°N 14.85417°Ö
- Lilla Brunnsgylet, sjö i Karlshamns kommun och Blekinge 56°17′36″N 14°49′30″Ö / 56.29339°N 14.82509°Ö
- Lilla Hackningagylet, sjö i Karlshamns kommun och Blekinge 56°19′41″N 14°45′27″Ö / 56.32813°N 14.75759°Ö
- Lilla Krokgylet, sjö i Karlshamns kommun och Blekinge 56°19′22″N 14°50′54″Ö / 56.32285°N 14.84841°Ö
- Lilla Rälgylet, sjö i Olofströms kommun och Blekinge 56°18′19″N 14°37′11″Ö / 56.30515°N 14.61960°Ö
- Lilla Yxagylet, sjö i Karlshamns kommun och Blekinge 56°21′04″N 14°57′38″Ö / 56.35115°N 14.96061°Ö
- Lilla Ålagylet, sjö i Olofströms kommun och Blekinge 56°17′08″N 14°42′46″Ö / 56.28544°N 14.71274°Ö
- Ljungsjögylet, sjö i Karlshamns kommun och Blekinge 56°21′19″N 14°55′50″Ö / 56.35516°N 14.93059°Ö
- Logylet (Ringamåla socken, Blekinge), sjö i Karlshamns kommun och Blekinge 56°21′02″N 14°50′50″Ö / 56.35050°N 14.84724°Ö
- Logylet (Åryds socken, Blekinge), sjö i Karlshamns kommun och Blekinge 56°17′38″N 14°59′02″Ö / 56.29400°N 14.98400°Ö
- Lommagylet, sjö i Olofströms kommun och Blekinge 56°17′35″N 14°25′05″Ö / 56.29299°N 14.41793°Ö
- Långagylet (Asarums socken, Blekinge), sjö i Karlshamns kommun och Blekinge 56°16′04″N 14°51′51″Ö / 56.26782°N 14.86415°Ö
- Långagylet (Kyrkhults socken, Blekinge), sjö i Olofströms kommun och Blekinge 56°19′03″N 14°35′11″Ö / 56.31749°N 14.58641°Ö
- Magylet, sjö i Olofströms kommun och Blekinge 56°14′58″N 14°39′24″Ö / 56.24954°N 14.65665°Ö
- Markastugylet, sjö i Karlshamns kommun och Blekinge 56°11′03″N 14°52′04″Ö / 56.18414°N 14.86782°Ö
- Matgylet, sjö i Karlshamns kommun och Blekinge 56°19′53″N 14°51′48″Ö / 56.33140°N 14.86323°Ö
- Mellangylet, sjö i Karlshamns kommun och Blekinge 56°20′12″N 14°48′54″Ö / 56.33678°N 14.81508°Ö
- Mellomgylet, sjö i Olofströms kommun och Blekinge 56°24′19″N 14°36′16″Ö / 56.40524°N 14.60450°Ö
- Metgylet, sjö i Karlshamns kommun och Blekinge 56°17′27″N 14°56′24″Ö / 56.29074°N 14.93998°Ö
- Mjeragylet, sjö i Karlshamns kommun och Blekinge 56°18′52″N 14°55′36″Ö / 56.31454°N 14.92667°Ö
- Möllegylet (Kyrkhults socken, Blekinge), sjö i Olofströms kommun och Blekinge 56°21′49″N 14°32′03″Ö / 56.36367°N 14.53429°Ö
- Möllesgylet, sjö i Karlshamns kommun och Blekinge 56°16′59″N 14°50′06″Ö / 56.28296°N 14.83504°Ö
- Nedre Tjuagylet, sjö i Karlshamns kommun och Blekinge 56°18′05″N 14°57′46″Ö / 56.30141°N 14.96268°Ö
- Norra Smedgylet, sjö i Olofströms kommun och Blekinge 56°23′53″N 14°28′12″Ö / 56.39811°N 14.46998°Ö
- Norragylet (Kyrkhults socken, Blekinge, 624975-142453), sjö i Olofströms kommun och Blekinge 56°22′17″N 14°35′14″Ö / 56.37130°N 14.58728°Ö
- Norragylet (Kyrkhults socken, Blekinge, 625398-142590), sjö i Olofströms kommun och Blekinge 56°24′28″N 14°36′18″Ö / 56.40776°N 14.60491°Ö
- Porsgylet, sjö i Karlshamns kommun och Blekinge 56°16′43″N 14°52′19″Ö / 56.27866°N 14.87196°Ö
- Ringagylet, sjö i Karlshamns kommun och Blekinge 56°20′33″N 14°49′54″Ö / 56.34239°N 14.83175°Ö
- Rommagylet, sjö i Olofströms kommun och Blekinge 56°23′49″N 14°35′45″Ö / 56.39698°N 14.59586°Ö
- Rudesjögylet, sjö i Olofströms kommun och Blekinge 56°21′33″N 14°30′31″Ö / 56.35910°N 14.50872°Ö
- Ruegylet, sjö i Karlshamns kommun och Blekinge 56°14′51″N 14°42′39″Ö / 56.24761°N 14.71092°Ö
- Rumpegylet (Kyrkhults socken, Blekinge), sjö i Olofströms kommun och Blekinge 56°19′25″N 14°42′18″Ö / 56.32372°N 14.70502°Ö
- Rumpegylet (Ringamåla socken, Blekinge), sjö i Karlshamns kommun och Blekinge 56°18′22″N 14°45′20″Ö / 56.30620°N 14.75545°Ö
- Skallgylet, sjö i Olofströms kommun och Blekinge 56°19′25″N 14°37′47″Ö / 56.32357°N 14.62986°Ö
- Skinngylet, sjö i Olofströms kommun och Blekinge 56°23′33″N 14°37′51″Ö / 56.39247°N 14.63081°Ö
- Skinsagylet, sjö i Sölvesborgs kommun och Blekinge 56°11′30″N 14°35′17″Ö / 56.19158°N 14.58799°Ö
- Skälgylet, sjö i Karlshamns kommun och Blekinge 56°16′40″N 14°56′44″Ö / 56.27776°N 14.94544°Ö
- Snyggegylet, sjö i Karlshamns kommun och Blekinge 56°22′26″N 14°55′51″Ö / 56.37393°N 14.93081°Ö
- Stengylet, sjö i Karlshamns kommun och Blekinge 56°20′03″N 14°45′33″Ö / 56.33416°N 14.75904°Ö
- Stora Brunnsgylet, sjö i Karlshamns kommun och Blekinge 56°17′31″N 14°48′54″Ö / 56.29187°N 14.81495°Ö
- Stora Flängsgylet, sjö i Karlshamns kommun och Blekinge 56°20′51″N 14°56′03″Ö / 56.34755°N 14.93416°Ö
- Stora Fägylet, sjö i Olofströms kommun och Blekinge 56°18′12″N 14°26′48″Ö / 56.30346°N 14.44679°Ö
- Stora Hackningagylet, sjö i Karlshamns kommun och Blekinge 56°19′44″N 14°45′20″Ö / 56.32892°N 14.75563°Ö
- Stora Krokgylet, sjö i Karlshamns kommun och Blekinge 56°19′20″N 14°50′40″Ö / 56.32210°N 14.84455°Ö
- Stora Lergravsgylet, sjö i Olofströms kommun och Blekinge 56°21′22″N 14°26′25″Ö / 56.35602°N 14.44023°Ö
- Stora Rälgylet, sjö i Olofströms kommun och Blekinge 56°18′43″N 14°36′52″Ö / 56.31202°N 14.61454°Ö
- Stora Yxagylet, sjö i Karlshamns kommun och Blekinge 56°20′50″N 14°57′52″Ö / 56.34722°N 14.96441°Ö
- Stora Ålagylet, sjö i Olofströms kommun och Blekinge 56°17′04″N 14°42′19″Ö / 56.28447°N 14.70518°Ö
- Svangylet, sjö i Olofströms kommun och Blekinge 56°19′04″N 14°36′22″Ö / 56.31786°N 14.60612°Ö
- Svartagylet, sjö i Olofströms kommun och Blekinge 56°24′15″N 14°29′21″Ö / 56.40425°N 14.48920°Ö
- Södra Smedgylet, sjö i Olofströms kommun och Blekinge 56°23′33″N 14°28′10″Ö / 56.39254°N 14.46936°Ö
- Taskegylet, sjö i Olofströms kommun och Blekinge 56°21′42″N 14°34′29″Ö / 56.36165°N 14.57465°Ö
- Togylet (Kyrkhults socken, Blekinge, 624370-143157), sjö i Olofströms kommun och Blekinge 56°18′59″N 14°41′58″Ö / 56.31631°N 14.69941°Ö
- Togylet (Kyrkhults socken, Blekinge, 625046-142284), sjö i Olofströms kommun och Blekinge 56°22′32″N 14°33′23″Ö / 56.37566°N 14.55639°Ö
- Togylet (Kyrkhults socken, Blekinge, 625276-142357), sjö i Olofströms kommun och Blekinge 56°23′47″N 14°34′03″Ö / 56.39643°N 14.56753°Ö
- Tostegylet, sjö i Karlshamns kommun och Blekinge 56°15′11″N 14°48′35″Ö / 56.25303°N 14.80982°Ö
- Tregylet, sjö i Olofströms kommun och Blekinge 56°14′41″N 14°40′03″Ö / 56.24462°N 14.66761°Ö
- Trollagylet, sjö i Olofströms kommun och Blekinge 56°18′50″N 14°37′28″Ö / 56.31382°N 14.62451°Ö
- Tränegylet, sjö i Karlshamns kommun och Blekinge 56°19′00″N 14°55′58″Ö / 56.31674°N 14.93276°Ö
- Tubbagylet, sjö i Olofströms kommun och Blekinge 56°18′30″N 14°41′33″Ö / 56.30825°N 14.69254°Ö
- Tvättegylet (Kyrkhults socken, Blekinge), sjö i Olofströms kommun och Blekinge 56°18′47″N 14°40′14″Ö / 56.31317°N 14.67042°Ö
- Tvättegylet (Ringamåla socken, Blekinge), sjö i Karlshamns kommun och Blekinge 56°20′03″N 14°48′42″Ö / 56.33415°N 14.81175°Ö
- Tvättegylet (Åryds socken, Blekinge), sjö i Karlshamns kommun och Blekinge 56°18′29″N 14°58′30″Ö / 56.30805°N 14.97513°Ö
- Täppesgylet, sjö i Karlshamns kommun och Blekinge 56°17′34″N 14°57′54″Ö / 56.29289°N 14.96512°Ö
- Vitagylet, sjö i Olofströms kommun och Blekinge 56°22′10″N 14°36′57″Ö / 56.36951°N 14.61582°Ö
- Västra Vångagylet, sjö i Olofströms kommun och Blekinge 56°15′49″N 14°40′44″Ö / 56.26349°N 14.67899°Ö
- Västragylet, sjö i Karlshamns kommun och Blekinge 56°21′02″N 14°52′46″Ö / 56.35048°N 14.87942°Ö
- Vångagylet (Jämshögs socken, Blekinge, 624312-141490), sjö i Olofströms kommun och Blekinge 56°18′30″N 14°25′49″Ö / 56.30840°N 14.43029°Ö
- Vångagylet (Jämshögs socken, Blekinge, 624716-141394), sjö i Olofströms kommun och Blekinge 56°20′40″N 14°24′48″Ö / 56.34450°N 14.41347°Ö
- Vångagylet (Kyrkhults socken, Blekinge, 624398-142524), sjö i Olofströms kommun och Blekinge 56°19′04″N 14°35′49″Ö / 56.31787°N 14.59707°Ö
- Vångagylet (Kyrkhults socken, Blekinge, 624517-142648), sjö i Olofströms kommun och Blekinge 56°19′43″N 14°37′00″Ö / 56.32874°N 14.61677°Ö
- Vångagylet (Kyrkhults socken, Blekinge, 625080-142125), sjö i Olofströms kommun och Blekinge 56°22′42″N 14°31′50″Ö / 56.37845°N 14.53056°Ö
- Vångagylet (Kyrkhults socken, Blekinge, 625197-141671), sjö i Olofströms kommun och Blekinge 56°23′17″N 14°27′24″Ö / 56.38818°N 14.45673°Ö
- Vångagylet (Kyrkhults socken, Blekinge, 625608-142349), sjö i Olofströms kommun och Blekinge 56°25′34″N 14°33′55″Ö / 56.42623°N 14.56527°Ö
- Yagylet, sjö i Olofströms kommun och Blekinge 56°23′26″N 14°36′32″Ö / 56.39046°N 14.60902°Ö
- Ysnagylet, sjö i Karlshamns kommun och Blekinge 56°18′34″N 14°46′16″Ö / 56.30956°N 14.77119°Ö
- Ällegylet, sjö i Olofströms kommun och Blekinge 56°16′23″N 14°41′19″Ö / 56.27319°N 14.68855°Ö
- Äskegylet (Kyrkhults socken, Blekinge), sjö i Olofströms kommun och Blekinge 56°26′10″N 14°32′45″Ö / 56.43609°N 14.54582°Ö
- Äskegylet (Ringamåla socken, Blekinge), sjö i Karlshamns kommun och Blekinge 56°19′56″N 14°55′21″Ö / 56.33220°N 14.92239°Ö
- Ävegylet, sjö i Olofströms kommun och Blekinge 56°18′49″N 14°25′45″Ö / 56.31351°N 14.42914°Ö
- Öragylet, sjö i Karlshamns kommun och Blekinge 56°17′01″N 14°58′01″Ö / 56.28356°N 14.96694°Ö
- Östra Flängsgylet, sjö i Karlshamns kommun och Blekinge 56°20′44″N 14°56′46″Ö / 56.34548°N 14.94602°Ö
- Östra Vångagylet, sjö i Olofströms kommun och Blekinge 56°15′50″N 14°41′09″Ö / 56.26391°N 14.68592°Ö
- Övre Gylet, sjö i Olofströms kommun och Blekinge 56°16′53″N 14°28′34″Ö / 56.28151°N 14.47615°Ö
- Övre Tjuagylet, sjö i Karlshamns kommun och Blekinge 56°18′14″N 14°57′36″Ö / 56.30399°N 14.96003°Ö
- Blågylet, sjö i Tingsryds kommun och Småland 56°27′28″N 14°46′59″Ö / 56.45767°N 14.78306°Ö
- Gatgylet, sjö i Alvesta kommun och Småland 56°34′28″N 14°36′14″Ö / 56.57435°N 14.60386°Ö
- Grönegylet, sjö i Tingsryds kommun och Småland 56°22′54″N 14°47′28″Ö / 56.38158°N 14.79109°Ö
- Gubbagylet, sjö i Tingsryds kommun och Småland 56°28′35″N 14°39′00″Ö / 56.47627°N 14.65013°Ö
- Gårdgylet, sjö i Tingsryds kommun och Småland 56°27′21″N 14°45′03″Ö / 56.45597°N 14.75083°Ö
- Hälsegylet, sjö i Alvesta kommun och Småland 56°32′38″N 14°36′45″Ö / 56.54390°N 14.61263°Ö
- Kuppergylet, sjö i Tingsryds kommun och Småland 56°26′46″N 14°41′02″Ö / 56.44613°N 14.68381°Ö
- Kvistagylet, sjö i Älmhults kommun och Småland 56°32′14″N 14°30′57″Ö / 56.53736°N 14.51579°Ö
- Norra Fröagylet, sjö i Alvesta kommun och Småland 56°34′46″N 14°35′35″Ö / 56.57936°N 14.59296°Ö
- Nyssgylet, sjö i Älmhults kommun och Småland 56°32′42″N 14°31′53″Ö / 56.54498°N 14.53147°Ö
- Rävagylet, sjö i Tingsryds kommun och Småland 56°29′50″N 14°41′35″Ö / 56.49713°N 14.69302°Ö
- Stora Askegylet, sjö i Tingsryds kommun och Småland 56°28′17″N 14°45′32″Ö / 56.47130°N 14.75884°Ö
- Stora Piggagylet, sjö i Älmhults kommun och Småland 56°28′13″N 14°29′17″Ö / 56.47016°N 14.48806°Ö
- Stora Trollegylet, sjö i Älmhults kommun och Småland 56°30′09″N 14°34′48″Ö / 56.50263°N 14.57999°Ö
- Svartgylet, sjö i Tingsryds kommun och Småland 56°24′07″N 14°57′24″Ö / 56.40186°N 14.95673°Ö
- Södra Fröagylet, sjö i Alvesta kommun och Småland 56°34′38″N 14°35′31″Ö / 56.57720°N 14.59206°Ö
- Tattaregylet, sjö i Tingsryds kommun och Småland 56°24′00″N 14°47′14″Ö / 56.39996°N 14.78736°Ö
- Trädgylet, sjö i Älmhults kommun och Småland 56°32′34″N 14°31′57″Ö / 56.54283°N 14.53252°Ö
- Tvåskäppegylet, sjö i Tingsryds kommun och Småland 56°22′41″N 14°47′29″Ö / 56.37817°N 14.79134°Ö